# Cydno
Cydno è il mitico fondatore di Bergamo.
La storia racconta che Cydno, figlio di Ligure e capostipite dei liguri, tracciò un solco quadrato che sarebbe stato poi il fulcro della città di Bergamo.
Il confine fatto con l'aratro andava dal colle della Fara al colle di San Eufemia.
Al centro abitato così fondato fu dato il nome di Barra ligure.